# William Rathje
William Laurens Rathje (1 de julio de 1945 – 24 de mayo de 2012) fue un arqueólogo estadounidense. Fue profesor emérito de antropología en la Universidad de Arizona, con una cita conjunta con la Oficina de Investigación Aplicada en Antropología, y fue profesor consultor de ciencias antropológicas en la Universidad de Stanford. Fue director del Tucson Garbage Project, que estudió las tendencias en descartes mediante investigación de campo en Tucson (Arizona), en vertederos, y fue pionera en el campo de la garbología.
Rathje recibió el título de antropología en la Universidad de Harvard en 1971.  Sus intereses académicos fueron la arqueología, las primeras civilizaciones y Mesoamérica. Primero fue conocido por ser director del Proyecto Arqueológico de Cozumel patrocinado por National Geographic (Harvard/U of Arizona: Feb–June 1973). Allí estableció la importancia de Cozumel como un puerto de comercio olmeca y maya.
Con sus estudiantes en la Universidad de Arizona, Rathje comenzó Le Projet du Garbàge en 1973, clasificando de residuos en el vertedero de Tucson. Los primeros resultados mostraron que los residentes de Tucson descartaban el 10 por ciento de los alimentos que compraban y que los hogares de ingresos medios desperdiciaban más alimentos que los pobres o ricos.
Recibió el Premio para la Comprensión Pública de la Ciencia y la Tecnología de la Asociación Americana para el Avance de la Ciencia de 1990 por "sus contribuciones innovadoras a la comprensión pública de la ciencia y sus impactos sociales al demostrar con su creativo 'Proyecto Basura' como el método científico puede documentar problemas e identificar soluciones."

## Works
- Lowland Classic Maya Socio-Political Organization Degree and Form Through Time and Space. Thesis (PhD), Harvard University, 1971
- A Study of Changing Pre-Columbian Commercial Systems, with Jeremy A Sabloff and Judith G Connor, Cambridge, Mass.: Peabody Museum of Archaeology and Ethnology, Harvard University, 1975. ISBN 0-87365-902-3
- "Household Archaeology." with Richard R. Wilk, American Behavioral Scientist, 25. 6 (1982): 617–39.
- Household Refuse Analysis: theory, method, and applications in social science, with Cheryl K Ritenbaugh and Projet du Garbàge. Beverly Hills, Calif.: Sage Publications, 1984. OCLC 16674732
- Household Garbage and the Role of Packaging: the United States/Mexico City household refuse comparison, with Michael D. Reilly and Wilson W. Hughes. Tucson, Ariz.: Solid Waste Council of the Paper Industry, 1985. OCLC: 40356239
- "Rubbish," Atlantic Monthly, (1989): 1–10.
- "Once and Future Landfills," National Geographic, May 1991.
- Rubbish!: The Archaeology of Garbage, New York: Harpercollins, 1992. ISBN 0-06-016603-7
- Use Less Stuff: Environmentalism for Who We Really Are, with Robert M Lilienfeld, New York: Ballantine Pub. Group, 1998. ISBN 0-449-00168-7
- "The Perfume of Garbage: Modernity and the Archaeological." Modernism/Modernity. 11. 1 (2004): 61–83.